# Stina Cronholm
Stina Birgitta Cronholm, gift Onsö, född 18 april 1936 i Malmö, är en svensk före detta friidrottare (häcklöpning och mångkamp). Hon representerade Malmö AI. Hon utsågs år 1955 till Stor grabb/tjej nummer 180.